# John Stephenson (effettista)
John Stephenson (Londra, 28 maggio 1952) è un effettista e regista britannico ex vicepresidente e supervisore creativo di Jim Henson's Creature Shop, società di effetti speciali/visivi fondata nel 1979 dal burattinaio Jim Henson, creatore dei Muppets..

## Biografia
È stato candidato per un premio cinematografico BAFTA nel 1985 per Dreamchild e nel 1991 ha vinto un Academy Award dall'Academy of Motion Picture Arts and Sciences.

## Filmografia parziale

### Regista

#### Cinema
- 5 bambini & It (Five Children and It) (2004)
- The Christmas Candle (2013)
- Interlude in Prague (2017)

#### Televisione
- La fattoria degli animali (Animal Farm) – film TV (1999)

### Tecnico di effetti speciali
- Dark Crystal, regia di Frank Oz e Jim Henson (1982)
- Nel fantastico mondo di Oz (Return to Oz), regia di Walter Murch (1985)
- Chi ha paura delle streghe? (The Witches), regia di Nicolas Roeg (1990)
- Tartarughe Ninja alla riscossa, regia di Steve Barron (1990)
- Tartarughe Ninja II - Il segreto di Ooze,regia di Michael Pressman (1991)
- Festa in casa Muppet (The Muppet Christmas Carol), regia di Brian Henson(1992)
- I Flintstones (The Flintstones), regia di Brian Levant (1994)
- La storia infinita 3, regia di Peter McDonald (1994)
- Babe - Maialino coraggioso, regia di Chris Noonan (1995)
- Il paziente inglese(The English Patient), regia di Anthony Minghella (1996)
- La carica dei 101 - Questa volta la magia è vera (101 Dalmatians), regia di Stephen Herek(1996)
- Lost in Space - Perduti nello spazio, regia di Stephen Hopkins(1998)

### Animazione
- Il patto dei lupi (Le pacte des loups), regia di Christophe Gans (2001)
- 5 bambini & It (Five Children and It) (2004)

### Trucco
- Max amore mio (Max mon amour), regia di Nagisa Ōshima (1986)